# Nesoxenia
Genre
Nesoxenia est un genre d'insectes la famille des Libellulidae, appartenant au sous-ordre des anisoptères dans l'ordre des odonates. Il comprend deux espèces.

## Espèces du genreNesoxenia
- Nesoxenia lineata (Selys, 1868)
- Nesoxenia mysis (Selys, 1878)